# Llano Teotitlán
Llano Teotitlán är en ort i Mexiko.   Den ligger i kommunen Mazatlán Villa de Flores och delstaten Oaxaca, i den sydöstra delen av landet, 280 km sydost om huvudstaden Mexico City. Llano Teotitlán ligger 1 832 meter över havet och antalet invånare är 146.
Terrängen runt Llano Teotitlán är bergig åt nordost, men åt sydväst är den kuperad. Llano Teotitlán ligger uppe på en höjd. Runt Llano Teotitlán är det ganska tätbefolkat, med 52 invånare per kvadratkilometer. Närmaste större samhälle är San Juan Bautista Cuicatlán, 19,1 km söder om Llano Teotitlán. I omgivningarna runt Llano Teotitlán växer huvudsakligen savannskog.